# Belmiro de Almeida

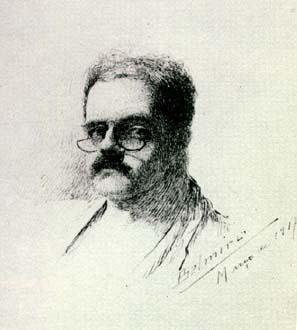
Zelfportret uit 1917

Belmiro ('Barbosa') de Almeida (Serro, 22 mei 1858 - Parijs, 12 juni 1935) was een Braziliaans kunstschilder, graficus en karikaturist. Hij werkte voornamelijk in een academische, aan de romantiek verwante stijl.

## Leven en werk
Almeida bezocht de Academia Imperial das Belas Artes, waar hij in 1877 afstudeerde. In die tijd werkte hij reeds voor vooraanstaande Braziliaanse tijdschriften als karikaturist. Vanaf de jaren 1880 reisde hij regelmatig naar Europa. Van 1888 tot 1890 studeerde bij Jules Joseph Lefebvre te Parijs. Na zijn terugkeer naar Brazilië in 1890 werd hij docent aan- en later ook enkele jaren directeur van de Escola Nacional de Belas Artes in Rio de Janeiro. Hij zou echter voortdurend op en neer blijven reizen naar Europa en na de Eerste Wereldoorlog vestigde hij zich definitief in Parijs.
Almeida werkte aanvankelijk in een academische stijl, met sterke wortels in de romantiek. Later toonde hij zich in Parijs echter ook geïnteresseerd in avantgardistische stromingen en zou ook zelf regelmatig experimenteren met modernistische stijlen.
Almeida overleed in 1935, 77 jaar oud. Veel van zijn werk is te zien in het Museu Nacional de Belas Artes te Rio de Janeiro.

## Galerij

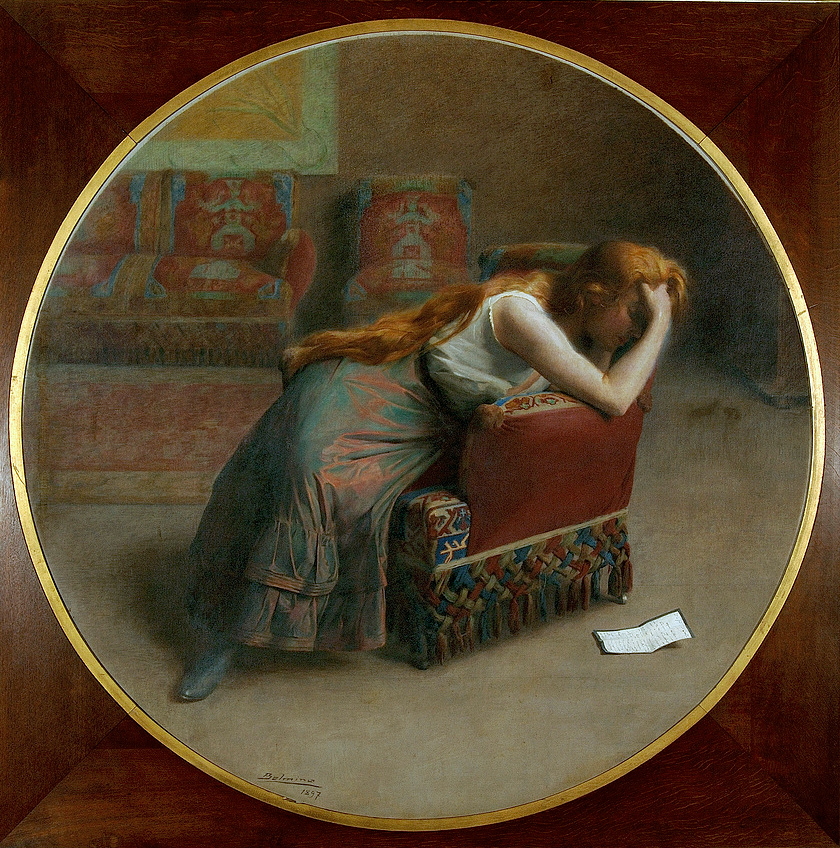
Slecht nieuws
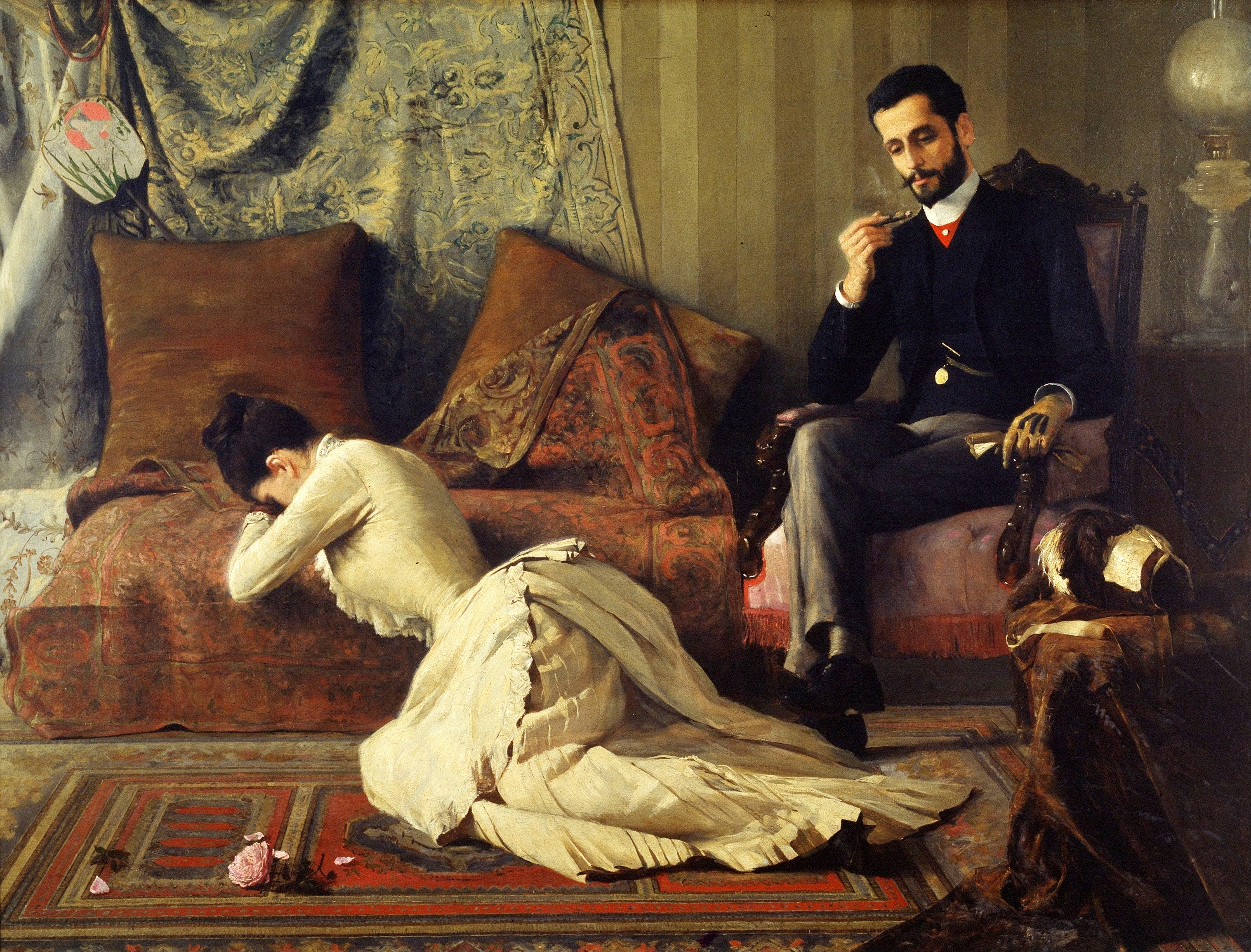
Arrufos
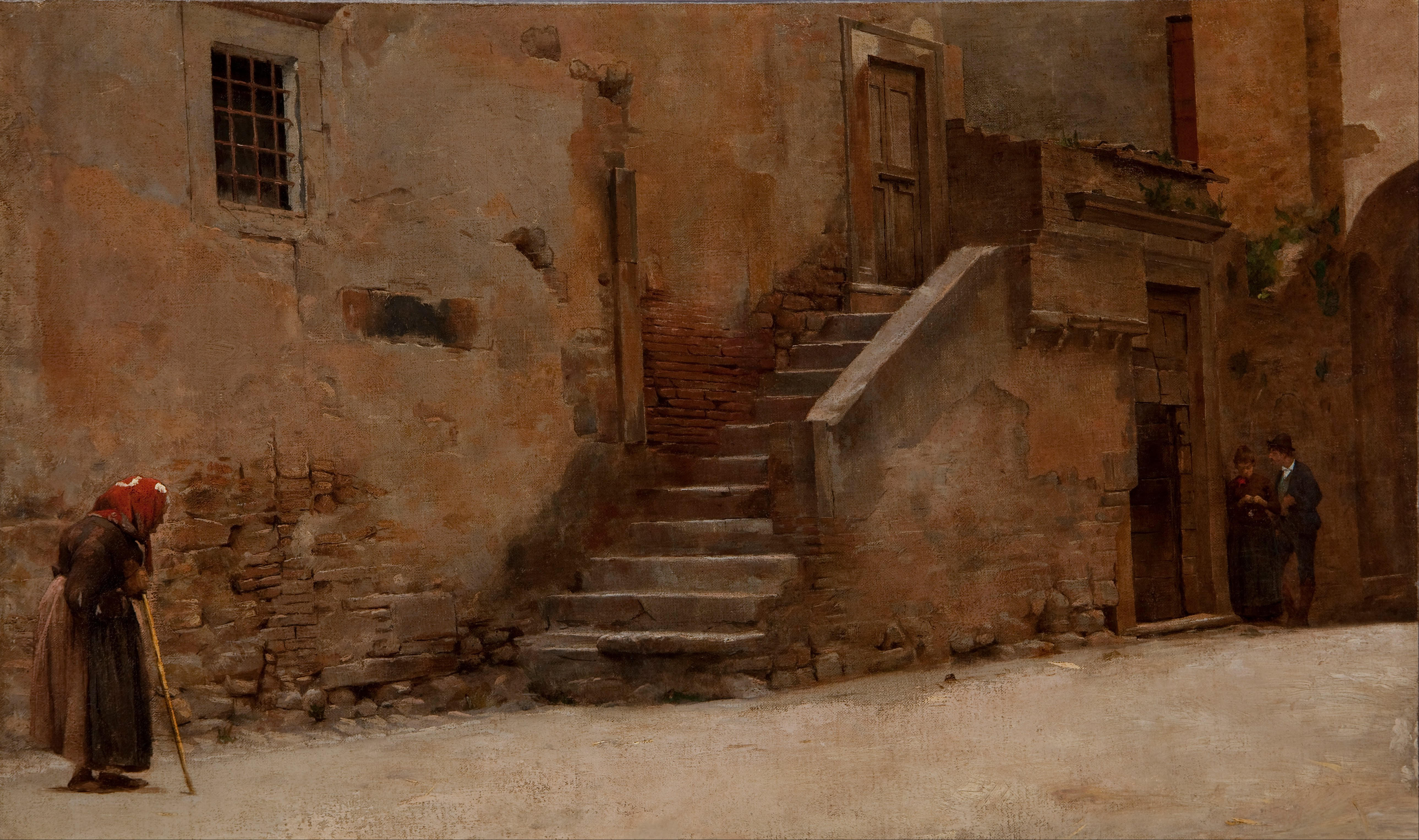
Straat in Italië
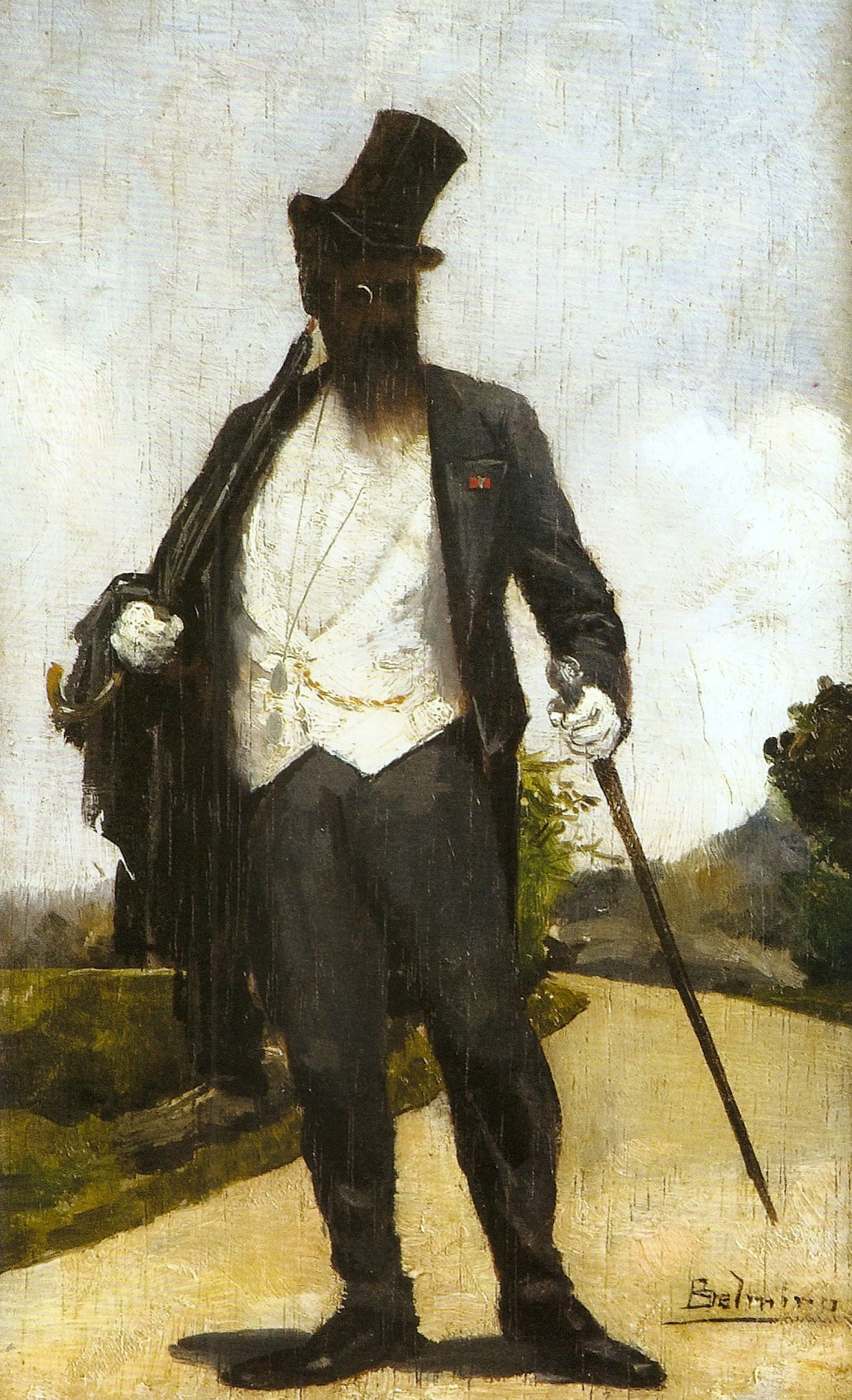
Prins Oba
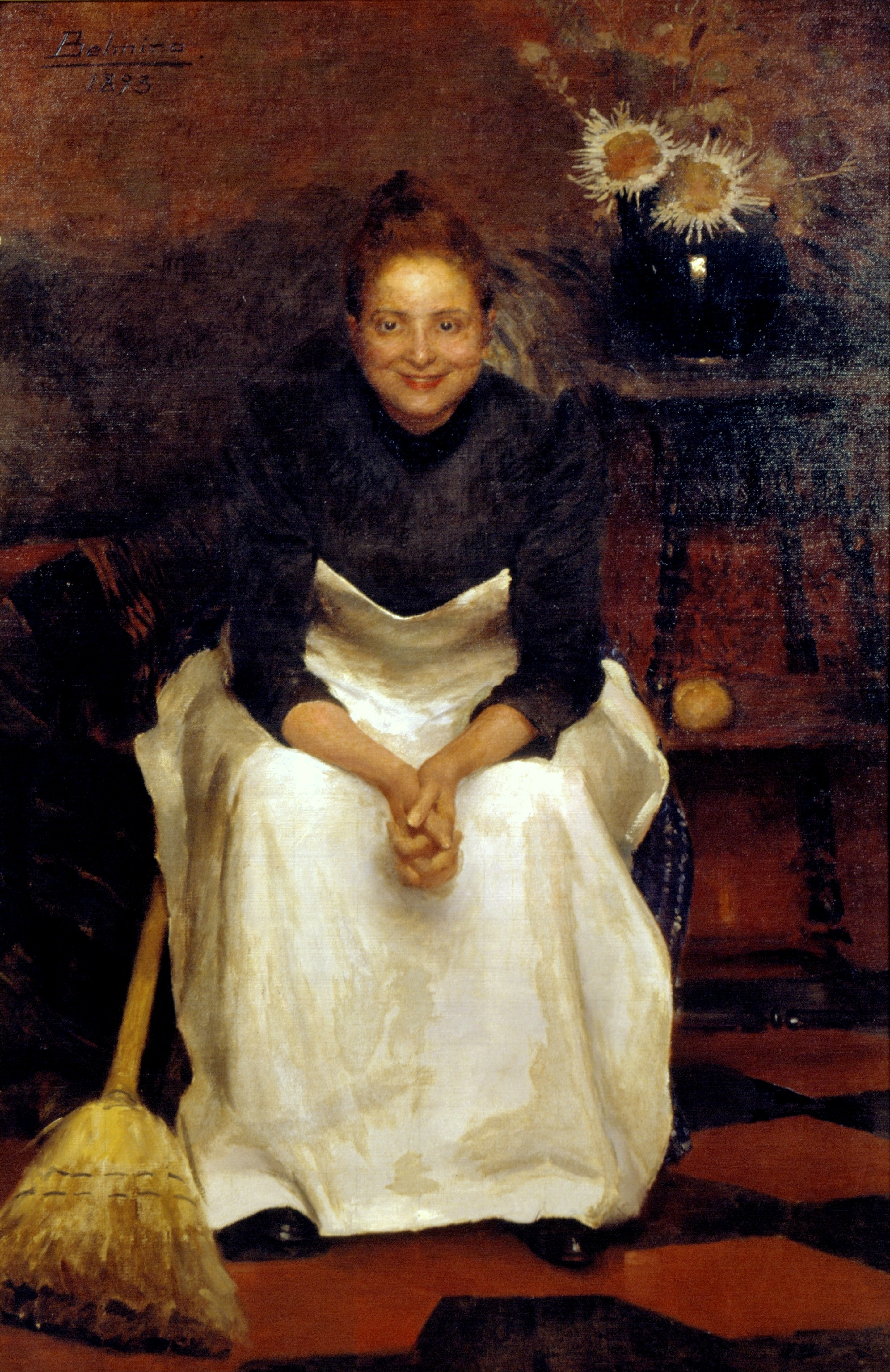
A tagarela
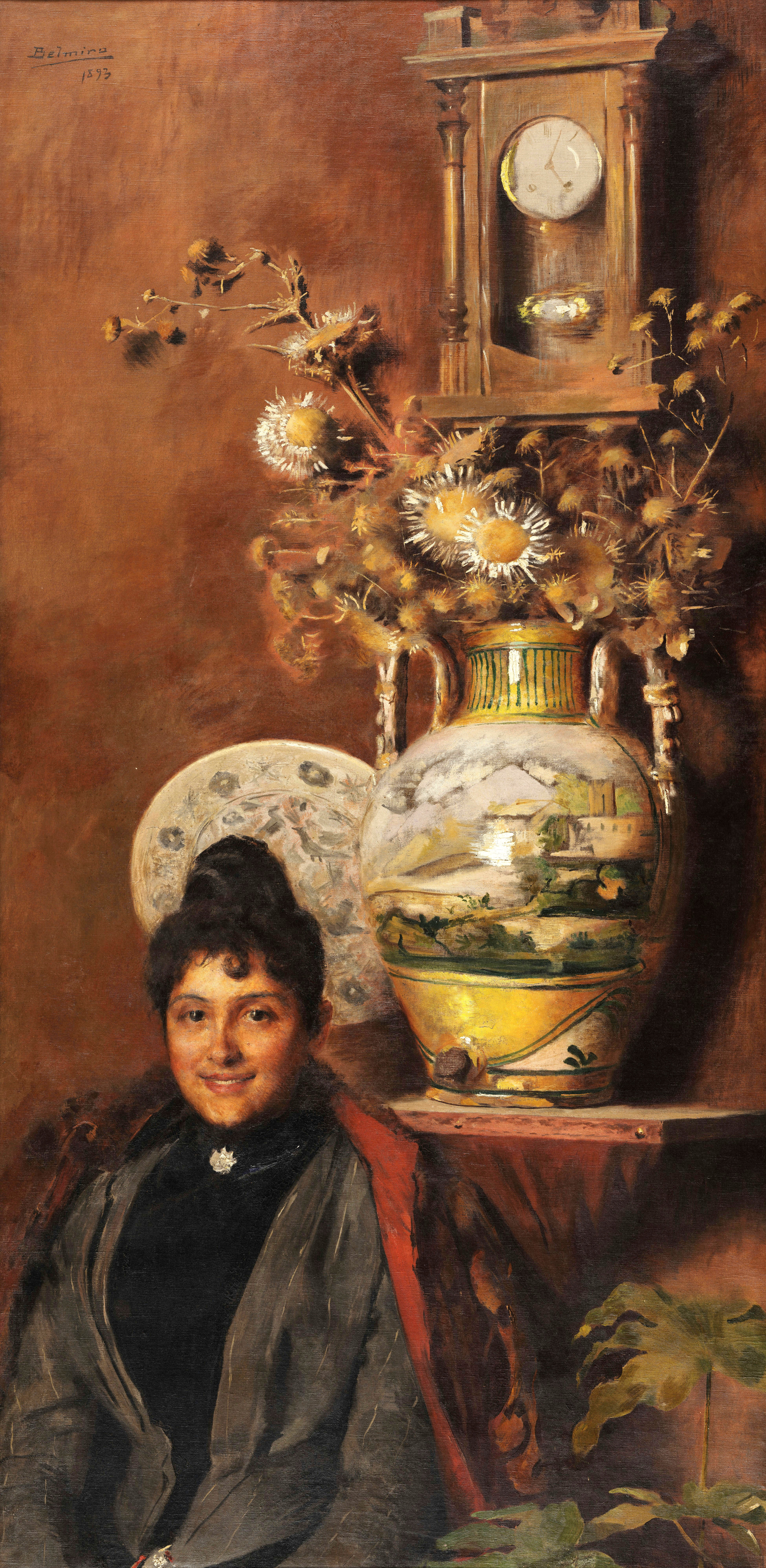
Vaso com flores
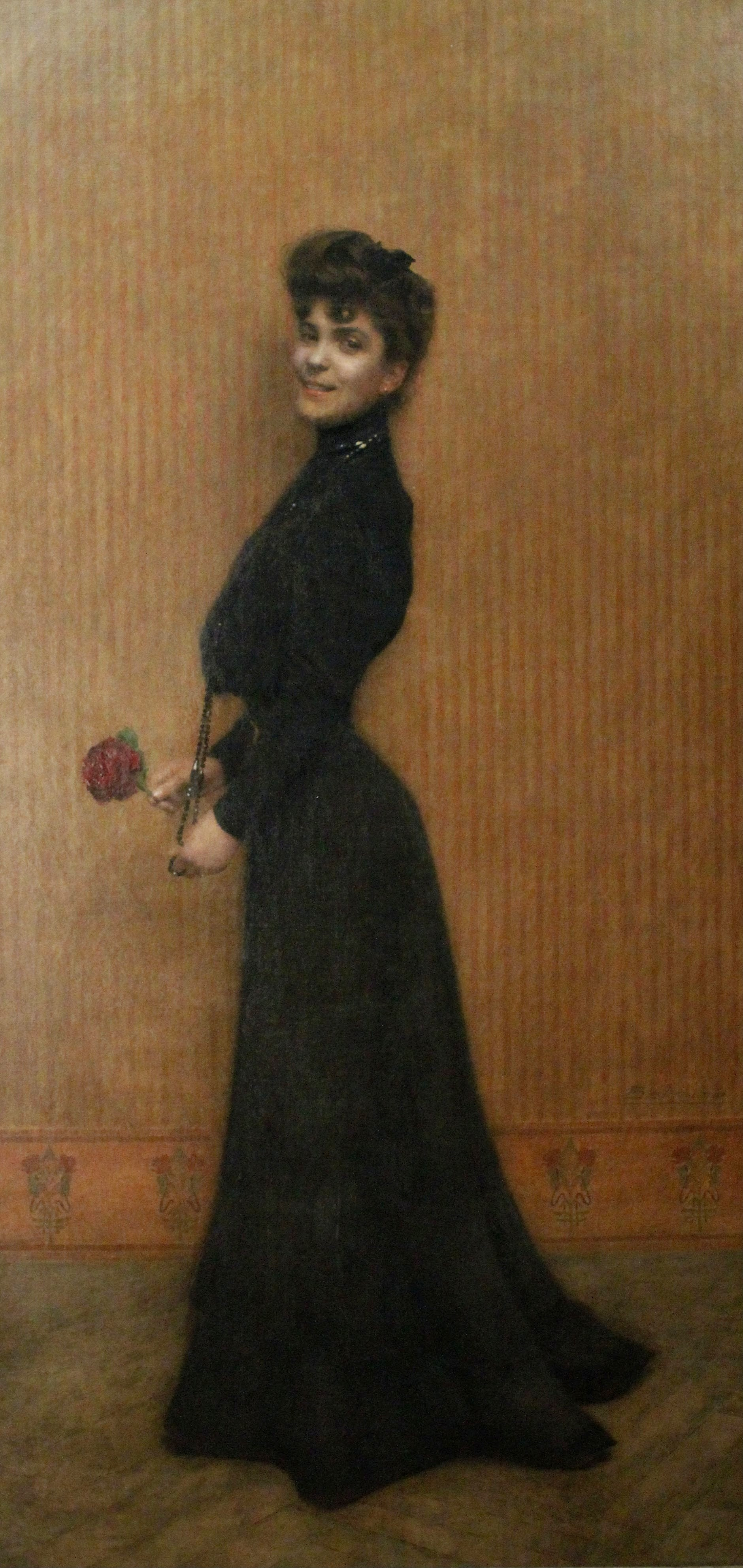
Dame à La Rose
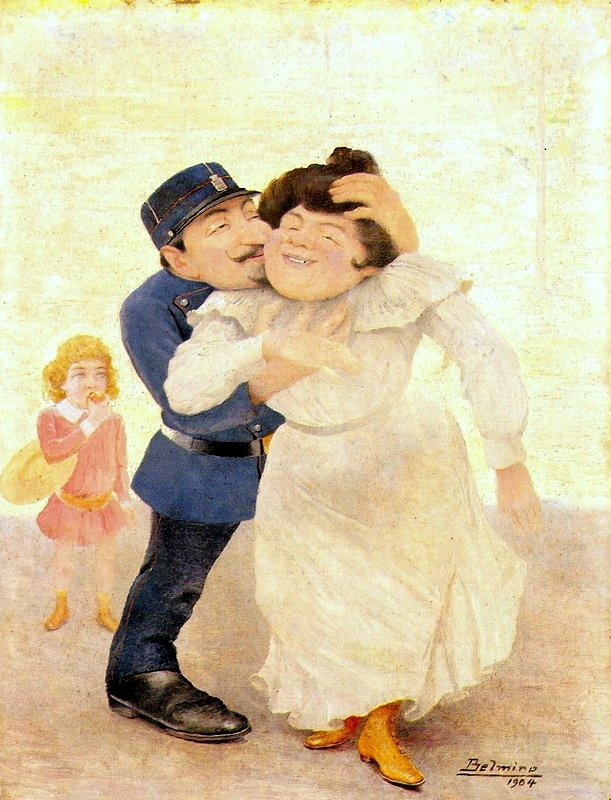
Namoro do Guarda
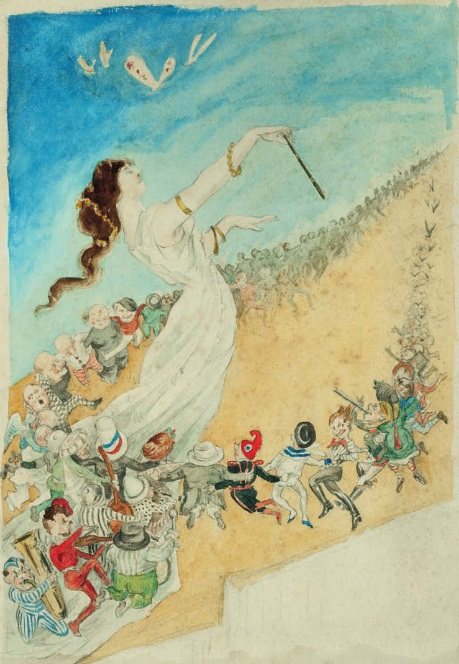
Alegoria
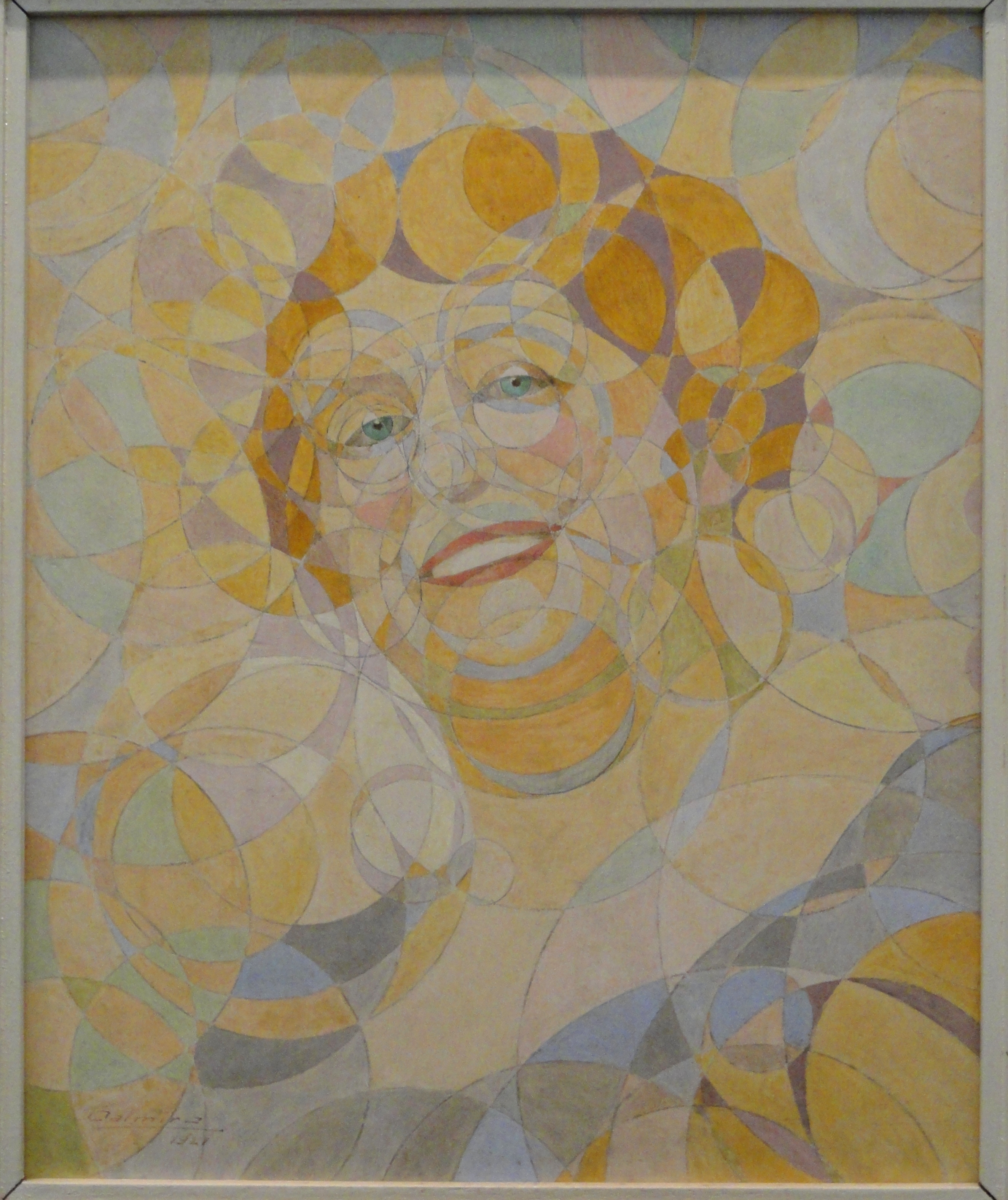
Mulher em circulos